# Беркутов Олександр Андрійович
Олександр Андрійович Беркутов (рос. Александр Андреевич Беркутов; 31 травня 1986, м. Перм, СРСР) — російський хокеїст, захисник. Виступає за «Молот-Прикам'я» (Перм) у Вищій хокейній лізі. 
Вихованець хокейної школи «Молот-Прикам'я» (Перм). Виступав за: «Молот-Прикам'я» (Перм), «Спартак» (Москва), ЦСКА (Москва), «Автомобіліст» (Єкатеринбург), «Лада» (Тольятті).